# Eupithecia santolinata
Eupithecia santolinata là một loài bướm đêm trong họ Geometridae.